# Lucania interioris
Lucania interioris es una especie de pez de la familia de los fundúlidos en el orden de los ciprinodontiformes.

## Morfología
Los machos pueden llegar a los 4 cm de longitud total.

## Distribución geográfica
Se encuentran en Norteamérica: Coahuila (México).

## Nombres comunes
- Inglés: Cuatro Cienegas killifish
- Español: Sardinilla Cuatro Ciénegas
- Chino mandarín: 中間盧氏鮰, 中间卢氏鮰[5]